# ورزی
ورزی (به فرانسوی: Varzay) یک کمون در فرانسه است که در Canton of Saintes-Ouest واقع شده‌است.

## خصوصیات
ورزی ۱۴٫۰۴ کیلومترمربع مساحت و ۷۵۲ نفر جمعیت دارد.